# Бантен
Бантен (инд. Banten), једна је од 34 провинције Индонезије. Провинција се налази на острву Јава у централном делу Индонезије. Покрива укупну површину од 8.202 km² и има 1.679.163 становника (2010). 
Главни град је Серанг.

## Демографија
Становништво чине: Бантенежани (47%), Сунди (23%), Јаванци (12%), Бетави (10%) и други. Ислам је доминантан (97%).
| 2010.      |
| ---------- |
| 10.644.030 |

## Галерија
- Град Бантен 1724. године
- Типична железничка станица у Серангу